# Parco naturale Sponga
Il Parco Sponga è un parco naturale comunale situato sulla catena montuosa dei Simbruini nel comune di Canistro (AQ), in Abruzzo.

## Storia e descrizione

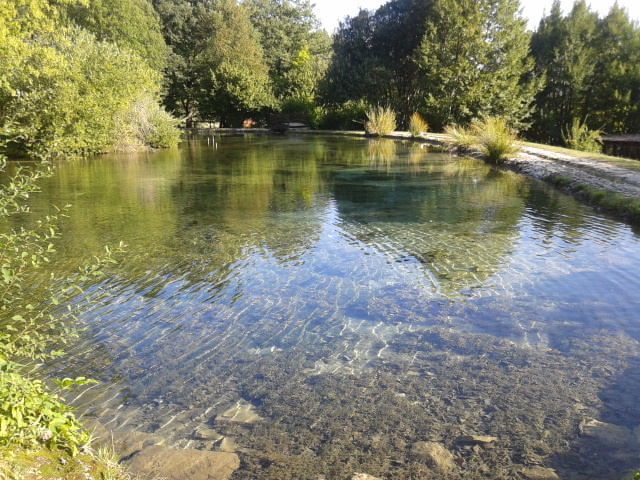
Il laghetto della Sponga

Il parco comunale, attrezzato a cominciare dagli anni sessanta e inaugurato ufficialmente nel 1993, si trova a circa 800 m s.l.m. tra i borghi di Canistro Inferiore e Canistro Superiore, lungo la catena montuosa dei Simbruini sul versante occidentale della valle Roveto in Abruzzo. L'area protetta si caratterizza per la presenza del torrente La Sponga la cui sorgente, denominata Sant'Antonio-Sponga, si trova a circa 1000 m s.l.m. Il nome del torrente e del parco potrebbe derivare dal corrispondente termine dialettale di "spugna". Il torrente, infatti, prima di confluire a fondovalle nel fiume Liri, scende le pareti rocciose apparendo e scomparendo più volte come se venisse assorbito dalla rocce e poco più in basso rilasciato formando delle piccole cascate.
L'area montuosa, prossima al confine del Regno di Napoli con lo Stato Pontificio, venne utilizzata come nascondiglio dai briganti, in particolare nel corso del XVI secolo. Il capo banda, l'abruzzese Marco Sciarra, avrebbe disegnato una cartina dell'area.
Il parco situato su un ampio avvallamento della montagna, si caratterizza per la presenza di due bacini lacustri alimentati dal torrente La Sponga nel quale confluiscono altri rivoli d'acqua come il Rio Sparto. Il laghetto superiore, di più piccole dimensioni, alimenta quello inferiore attraverso un piccolo ruscello.
Le piante caratteristiche dell'area protetta sono i faggi, i castagni, i carpini, le querce, gli ornelli. Più in basso in località Cotardo, oltre l'omonima sorgente, si trovano anche i ciliegi, le noci, i nocciòli, gli ulivi.
Nel 2010 è stato inaugurato il sentiero dell'acqua con il percorso formativo e didattico rivolto ai bambini e alle scolaresche.
L'area parco, estesa per circa 20 ettari, è raggiungibile attraverso la strada provinciale n. 64 che collega Canistro Inferiore e Canistro Superiore, da questa si dirama la strada comunale di contrada Sponga.